# 刘湾街道
刘湾街道，是中华人民共和国陕西省商洛市商州区下辖的一个乡镇级行政单位。

## 行政区划
刘湾街道下辖以下地区：
丹南社区、贺咀社区、李塬社区、贾屹涝社区、元明社区、周磨社区、刘湾村、郭涧村、生王村、张塬村、紫荆村、枣园村、红升村、任塬村、候塬村、叶庙村、西农村、红旗村、十五里铺村、破岔村、二十里村、天宝寨村、流岭沟村、中心村和静泉村。